# Nokia N79

Nokia N79 este un smartphone cu ecran TFT de 2.4 inchi. Are Wi-Fi 802.11 b/g, Bluetooth, micro-USB și suportă jocuri N-Gage 2.0. Camera este de 5 megapixeli cu lentile Carl Zeiss și bliț LED.
A fost anunțat oficial pe 26 august 2008.

## Design
În partea frontală sus este ecranul TFT de 2.4 inch, care oferă o rezoluție de 240 x 320 pixeli și suport până la 16 milioane de culori. Deasupra ecranului este senzorul de lumină ambientală, camera VGA pentru apeluri video și difuzorul.
Partea dreaptă găzduiește cele două difuzoare stereo, situate la extremitatile telefonului, tasta de volum și tasta pentru captura foto/video. 
În partea stângă se află portul microUSB și slotul pentru cardul de memorie microSD. Ambele fiind acoperite cu un singur capac de plastic.
În partea de sus se găsesc butonul de pornire/oprire a dispozitivului, mufa audio de 3.5 mm și butonul de blocare/deblocare a tastatelor. 

## Multimedia
Camera este de 5 megapixeli cu lentile Carl Zeiss, focalizare automată, bliț LED cu o rezoluție maximă de 2592 x 1944 pixeli.
Player-ul video este RealPlayer și suportă formatele MP4/WMV/H.264/H.263. Player-ul de muzică suportă formatele MP3/WMA/WAV/eAAC+.
Player-ul de muzică are un egalizator cu 5 setări implicite și se pot crea playlist-uri.
Nokia N79 dispune de radio FM cu RDS și de aplicația Visual Radio.

## Conectivitate
Nokia N79 are un slot card microSD, micro-USB 2.0, Wi-Fi 802.11 b/g cu tehnologia UPnP și Bluetooth 2.0 cu A2DP. 
N79 suportă HSDPA, UMTS și GPRS. Smartphone-ul dispune de GPS cu suport A-GPS și de aplicația Nokia Maps.

## Caracteristici
- Ecran TFT de 2.4 inchi cu rezoluția QVGA
- Quadband GSM / UMTS Dualband
- 3G cu suport HSDPA
- Radio FM cu RDS
- Procesor ARM 11 tactat la 369 MHz
- Mufă audio de 3.5mm
- Slot card microSD maxim 8 GB, card de 4 GB inclus
- Camera foto de 5 megapixeli cu bliț LED dublu
- Înregistrare video VGA la 30 fps
- Wi-Fi, Bluetooth cu A2DP
- GPS integrat cu suport A-GPS și navigare vocală gratuită 3 luni
- Capace Xpress-on
- Suport jocuri N-Gage
- Difuzoare stereo[3]
- Sistem de operare Symbian OS 9.3, Series 60 v3.2 UI
- Accelerometru
- Ieșire TV